# Багаи
Багаи — деревня в Арбажском районе Кировской области. 

## География
Находится недалеко от правого берега Вятки на расстоянии примерно 24 километра по прямой на север-северо-восток от районного центра поселка Арбаж.

## История
Известна с 1678 года как починок Козьминской Смирново с 2 дворами. В 1873 году учтено было здесь (деревня Козьминско-Смирная или Багаевская) дворов 9 и жителей 46, в 1905 (снова починок) 15 и 108, в 1926 (уже деревня Багаи или Смирновский или Козьминско-Смирный ) 24 и 135, в 1950 32 и 138, в 1989 году оставалось 20 постоянных жителей. Нынешнее название утвердилось с 1939 года. До января 2021 года входила в состав Сорвижского сельского поселения до его упразднения. Ныне имеет дачный характер.

## Население
Постоянное население составляло 1 человек (мари 100%) в 2002 году, 0 в 2010.